# Anakena
Anakena jest to jedyna piaszczysta plaża na Wyspie Wielkanocnej. Znajduje się ona pośrodku północnego wybrzeża wyspy nad Zatoką Anakena. Plaża wchodzi w skład Parku Narodowego i jako jego część jest wpisana na listę światowego dziedzictwa UNESCO. W jej bezpośrednim sąsiedztwie znajdują się: gaj palmowy, platforma Ahu Nau Nau z kilkoma moai, a po jej drugiej stronie jeszcze jedno przedstawienie moai.
Według miejscowych legend to właśnie na plaży Anakena wylądował pierwszy władca wyspy Hotu Matuʻa wraz ze swoim ludem.
W późniejszym okresie plaża stała się jednym z centrów religijnych mieszkańców, w którym podczas specjalnych ceremonii m.in. odczytywano teksty w języku rongorongo.
Archeologowie znaleźli na Anakenie ślady pobytu ludzi na wyspie datowane na ok. 1200 rok.